# Anna Beninati
Anna Beninati (24 dicembre 1992) è una sciatrice alpina statunitense paralimpica, vincitrice di una medaglia di bronzo alla Coppa del Mondo 2016.

## Biografia
Figlia di Debbie e Bill, Beninati si era trasferita con la famiglia dalle Hawaii nello Utah (dopo che suo padre si era ritirato dall'Air Force per diventare un medico di terapia intensiva presso l'LDS Hospital), per conseguire una laurea in musicoterapia all'Università Statale del Colorado di Fort Collins. Ha perso entrambe le gambe il 5 settembre del 2011 in un incidente ferroviario, quando lei e altri tre amici stavano cercando di saltare su un treno in corsa, tra Third Avenue e Atwood Street, perdendo quasi tutta la gamba sinistra e la gamba destra sopra il ginocchio. Lavora come istruttrice per l'associazione Wasatch Adaptive Sports a Snowbird.

## Carriera
Ha provato per la prima volta un sit-ski (un dispositivo da sci seduto con due sci sotto) nel 2011, appena due mesi dopo l'incidente. Dopo le lezioni con Dave Schoeneck e Peter Mandler, Beninati è passata al monosci, diventando sempre più indipendente. In preparazione per le Paralimpiadi, si è trasferita a Park City, entrando a far parte di un team di sci alpino paralimpico. Nel 2015 ho vinto il suo primo titolo nazionale ed un anno dopo ha vinto una medaglia alla Coppa del Mondo. La stagione successiva è stata nominata nella squadra nazionale di sci paralimpico degli Stati Uniti per i Giochi paralimpici del 2018 a Pyeong Chang, in Corea del Sud, salvo poi non essere più convocata ad un mese dall'inizio dei Giochi.
Ai Campionati mondiali di sci alpino paralimpico del 2019 a Kranjska Gora/Sella Nevea in Slovenia, si è classificata quinta nella gara di slalom speciale seduta, nella supercombinata e nel supergigante seduta.
Alle competizioni di sci alpino paralimpico negli Stati Uniti e in Canada è salita per 10 volte sul podio
Alla Coppa del Mondo 2016, con 1:54.05 Beninati è arrivata terza nella gara di slalom speciale seduti, dietro ad Anna-Lena Forster, oro in 1:27.98 e Laurie Stephens, argento in 1:34.83.

## Palmarès

### Campionati nazionali
- 1 medaglia:
  - 1 oro ai Canadian National Championship 2015

### Coppa del Mondo
- 1 medaglia:
  - 1 bronzo alla Coppa del Mondo 2016